# Bernard Juskowiak
Bernard Juskowiak – polski chemik, dr hab. nauk chemicznych, profesor zwyczajny Pracowni Chemii Bioanalitycznej i Zakładu Chemii Analitycznej Wydziału Chemii Uniwersytetu im. Adama Mickiewicza w Poznaniu.

## Życiorys
W 1975 uzyskał tytuł magistra, natomiast w 1984 uzyskał doktorat. 25 marca 1996 otrzymał habilitację za pracę pt. Związki amfifilowe zawierające ugrupowanie fluoryzujące i ich zastosowanie w analizie chemicznej, a 22 października 2007 został zatrudniony na stanowisku profesora zwyczajnego w Zakładzie Chemii Analitycznej i Pracowni Chemii Bioanalitycznej na Wydziale Chemii Uniwersytetu im. Adama Mickiewicza w Poznaniu.
Jest recenzentem 11 prac habilitacyjnych i 5 prac doktorskich oraz promotorem kolejnych 4 prac doktorskich.

## Wybrane publikacje
- 1995: Application of binaphthyl-based amphiphiles Determination of benzo[a]pyrene by fluorescence energy transfer[1]
- 2003: DNA Effect on the Photoisomerization of Naphthalenevinylpyridinium Derivatives[1]
- 2003: Spectral properties and binding study of DNA complexes with a rigid bisintercalator 1,4-bis((N-methylquinolinium-4-yl)vinyl)benzene[1]
- 2006: Tetrakis-acridinyl peptide: Distance dependence of photoinduced electron transfer in deoxyribonucleic acid assemblies[1]
- 2006: Interactions of the oxidation products of papaverine with guanine quadruplexes[1]
- 2012: Catalytic G-Quadruplexes for the detection of telomerase activity”, Guanine Quartets – Structure and Application[1]
- 2012: The interaction between G-quadruplex-forming oligonucleotide and cationic surfactant monolayer at the air/water interface[1]
- 2017: Spectroscopic study of fluorescent probes based on G-quadruplex oligonucleotides labeled with ethynylpyrenyluridine[1]
- 2018: Carbazole ligands as c-myc G-quadruplex binders[1]